# Système D (album)
Pour les articles homonymes, voir Système D.
Albums de Les Rita Mitsouko
Re
(1990) Acoustiques
(1996)
Système D est le quatrième album studio des Rita Mitsouko, sorti en 1993. Bien que Tony Visconti ait été présent à certains moments de l'enregistrement (à Essaouira), la production a cette fois été assurée par Fred Chichin et Catherine Ringer qui étaient à la recherche d'un son nouveau.
Cet album contient les chansons Y'a d'la haine et Les Amants, ainsi qu'un duo avec Iggy Pop : My Love Is Bad. Parmi les autres chansons, une reprise de Serge Gainsbourg, L'hôtel particulier, et une des Rita Mitsouko eux-mêmes, La steppe. On peut également noter la participation de l'accordéoniste Richard Galliano.
La chanson Les amants est utilisée en 1991 pour la scène de fin et le générique du film Les Amants du Pont-Neuf de Leos Carax.

## Titres
| No  | Titre               | Durée |
| --- | ------------------- | ----- |
| 1.  | Au fond du couloir  | 3:45  |
| 2.  | Get up, get older   | 5:21  |
| 3.  | Y'a d'la haine      | 4:37  |
| 4.  | La Steppe           | 4:39  |
| 5.  | Les Amants          | 5:17  |
| 6.  | L'Hôtel particulier | 3:36  |
| 7.  | Femme d'affaires    | 3:39  |
| 8.  | My Love Is Bad      | 4:53  |
| 9.  | Chanson d'A.        | 3:16  |
| 10. | Elevator            | 2:26  |
| 11. | Godfather of Soul   | 3:33  |
| 12. | Chères petites      | 4:31  |
| 13. | La Belle Vie        | 5:08  |
| 14. | Modern Baleine      | 6:11  |